# Petr Klíma
Petr Klíma (ur. 23 grudnia 1964 w Chomutov, Czechosłowacja, zm. 4 maja 2023 tamże) – czeski hokeista zawodowy. W latach 1985–1999 grał w lidze NHL na pozycji lewego skrzydłowego w drużynach: Detroit Red Wings, Edmonton Oilers, Tampa Bay Lightning, Los Angeles Kings oraz Pittsburgh Penguins.
- Statystyki:
  - W sezonach zasadniczych NHL rozegrał łącznie 786 spotkań, w których strzelił 313 bramek oraz zaliczył 260 asyst. W klasyfikacji kanadyjskiej zdobył więc łącznie 573 punkty. 671 minut spędził na ławce kar.
  - W play-offach NHL brał udział 8-krotnie. Rozegrał w nich łącznie 95 spotkań, w których strzelił 28 bramek oraz zaliczył 24 asysty, co w klasyfikacji kanadyjskiej daje razem - 52 punkty. 83 minuty spędził na ławce kar.